# کمیسیون مشترک مجلس شورای اسلامی

کمیسیون مشترک، جزو کمیسیون‌های خاص مجلس شورای اسلامی ایران است.

بر اساس ماده ۳۹ آیین‌نامه داخلی مجلس شورای اسلامی، کمیسیون مشترک مجلس شورای اسلامی در مواردی که طرح یا لایحه‌ای در مجلس مطرح شود و به تشخیص هیئت رئیسه مجلس بررسی آن در حیطه کار چند کمیسیون تخصصی باشد، کمیسیونی مشترک از اعضای کمیسیون‌های مرتبط برای بررسی طرح یا لایحه مذکور تشکیل می‌گردد. تعداد اعضای کمیسیون مشترک ۲۳ نفر می‌باشد که سهم هر یک از کمیسیون‌های مرتبط، به وسیله هیئت رئیسه مجلس مشخص می‌شود.

## نحوه فعالیت
در کمیسیون مشترک یک نفر به عنوان رئیس و دو نفر به عنوان نایبان رئیس، یک نفر به عنوان مخبر و دو نفر به عنوان منشی و همگی با هم به عنوان هیئت رئیسه کمیسیون با رای مخفی با ورقه و با اکثریت نسبی آرای اعضا انتخاب می‌شوند.

## منبع
1. ↑  "مرکز پژوهشها - قانون آیین نامه داخلى مجلس شوراى اسلامى". Archived from the original on 4 April 2022. Retrieved 12 March 2022.
2. ↑  
"آشنایی با کمیسیون‌های مجلس". Retrieved 12 March 2022.